# Noam Gottesman
Noam Gottesman, född i maj 1961, är en israelisk-amerikansk entreprenör och företagsledare som har bland annat varit med och grundat företagen GLG Partners (idag Man GLG) och Nomad Foods Ltd.
Den amerikanska ekonomitidskriften Forbes rankade Gottesman till att vara världens 1 369:e rikaste med en förmögenhet på 2,4 miljarder amerikanska dollar för den 9 januari 2022.
Han avlade en kandidatexamen vid Columbia University.
Gottesman umgicks till och från med den amerikanska skådespelaren Lucy Liu mellan 2010 och 2014. Han är en stor konstsamlare som har verk från bland annat Francis Bacon, Lucian Freud och Andy Warhol.